# 81 Terpsichore
81 Terpsichore eller 1936 QR är en asteroid upptäckt 30 september 1864 av den tyske astronomen E. W. Tempel vid Marseille-observatoriet. Asteroiden har fått sitt namn efter Terpsichore, en musa inom grekisk mytologi.